# John Condon
John "Johnny" Condon (Londres, 28 de febrer de 1889 - Londres, 21 de febrer de 1919) va ser un boxejador anglès que va competir a primers del segle xx.
El 1908 va prendre part en els Jocs Olímpics de Londres, on guanyà la medalla de plata de la categoria del pes gall, en perdre la final contra Henry Thomas.